# Salomon Koninck

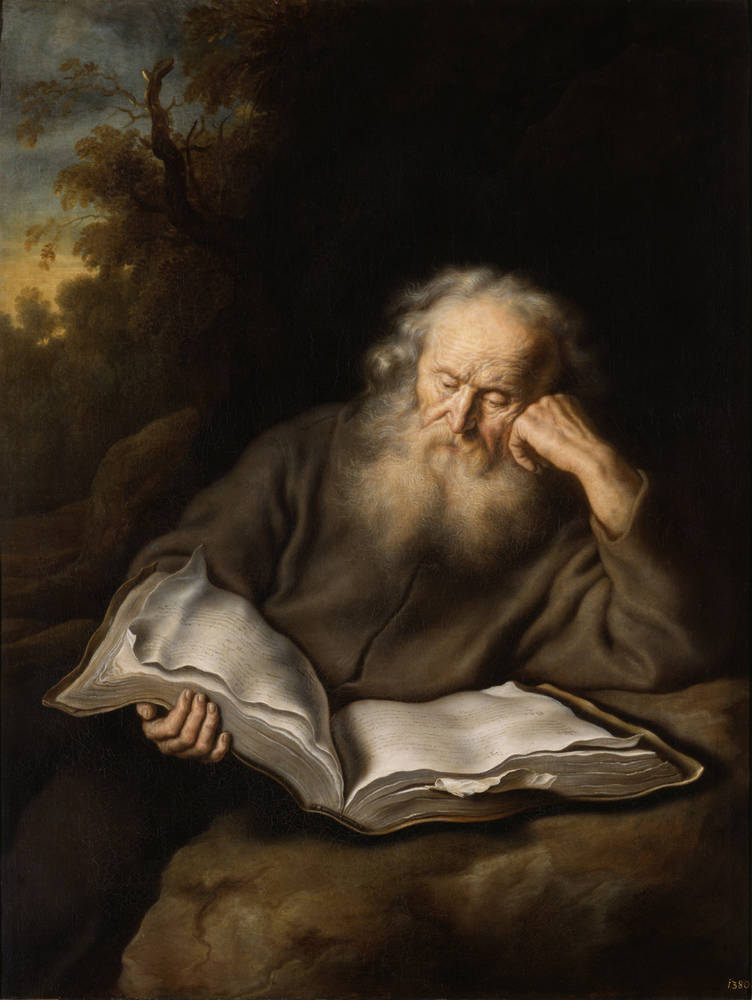
El ermitaño, por Salomon Koninck, Dresde.

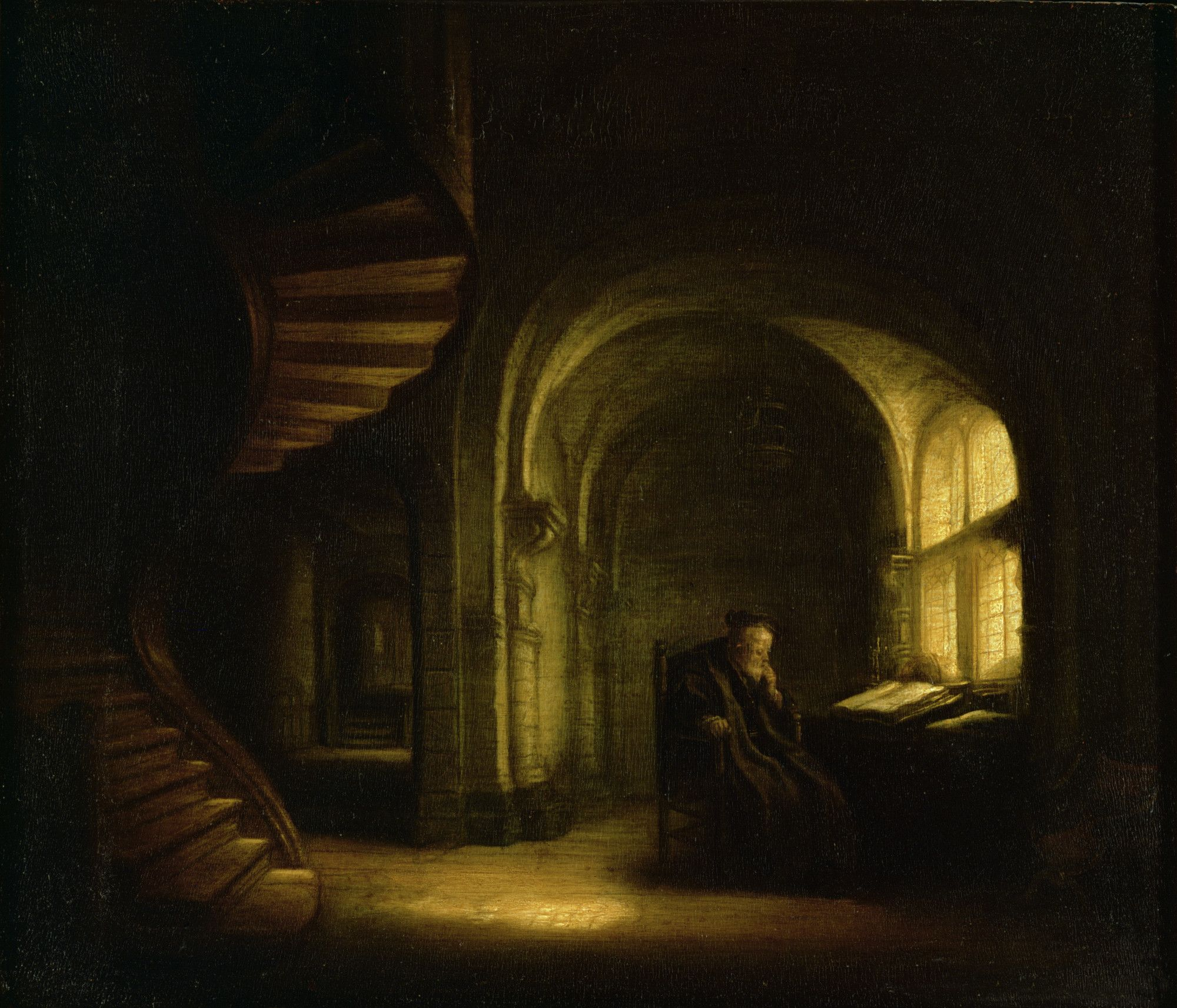
Filósofo con libro abierto, por Salomon Koninck, Museo del Louvre.

Salomon (de) Koninck (1609-1656) fue un pintor y grabador holandés. 
Nacido en Ámsterdam, fue alumno de Pieter Lastman, David Colijns, François Venants y Claes Corneliszoon Moeyaert y contemporáneo de Rembrandt. 
Su Filósofo con libro abierto fue atribuido durante mucho tiempo a Rembrandt y expuesto junto con el Filósofo meditando de este, en el Louvre.
Por su parte, el Museo Nacional del Prado alberga una obra suya, Un filósofo (1635), que durante algún tiempo estuvo atribuida a Abraham van der Hecken.
En sentido contrario, durante mucho tiempo, la obra Judit con la cabeza de Holofernes, de Salomon de Bray, fue atribuida a Koninck por el Museo Nacional del Prado.